# Hudson Bay (Saskatchewan)
Hudson Bay è un comune del Canada, situato nella provincia del Saskatchewan, nella divisione No. 14.